# Mario Facco
Mario Facco (Milánó, 1946. január 23. – Fregene, 2018. augusztus 31.) olasz labdarúgó, hátvéd, edző.

## Pályafutása

### Klubcsapatban
1965 és 1968 között az Internazionale játékosa volt, de csak egy bajnoki mérkőzésen szerepelt. 1968 és 1974 között a Lazio labdarúgója volt. Tagja volt az 1973–74-es bajnokcsapatnak. 1974 és 1977 között az Avellino, 1977–78-ban a Parma csapatában szerepelt.

### A válogatottban
1966-ban egy alkalommal szerepelt az olasz U21-es válogatottban.

### Edzőként
1980–81-ben az Avellino ifjúsági csapatánál kezdte edzői pályafutását. 1981 és 1990 között a Squinzano, a Frosinone, a Salernitana, a Barletta, a Benevento, a Termana, a Vigor Lamezia és a Trapani vezetőedzője volt.

## Sikerei, díjai
Internazionale
- Olasz bajnokság (Serie A)
  - bajnok: 1965–66
- Interkontinentális kupa
  - győztes: 1965

 Lazio
- Olasz bajnokság (Serie A)
  - bajnok: 1973–74
- Olasz bajnokság (másodosztály, Serie B)
  - bajnok: 1968–69
- Coppa delle Alpi
  - győztes: 1971